# Together (album d'Edgar Winter)
Pour les articles homonymes, voir Together.
Albums de Edgar Winter Group
The Edgar Winter Group With Rick Derringer
(1975) Recycled
(1977)
Together, paru mi-1976, est le huitième album d'Edgar Winter. Il s'agit d'un enregistrement en public réunissant le Edgar Winter Group et le groupe de Johnny Winter. L'album a été enregistré en septembre 1975 pendant une tournée conjointe de Johnny Winter et du Edgar Winter Group With Rick Derringer. Après chaque concert les deux groupes se réunissaient sur scène pour jammer ensemble. Il en est résulté cet album. Le nom du groupe n'apparaît nulle part sur l'album. Il est souvent identifié comme Johnny & Edgar Winter. Tous les titres sont des reprises.

## Musiciens

### Edgar Winter Group With Rick Derringer
- Edgar Winter : chant, claviers, saxophone.
- Rick Derringer : guitare.
- Dan Hartman : piano.
- Chuck Ruff : batterie.

### Johnny Winter
- Johnny Winter : chant, guitare, harmonica.
- Floyd Radford : guitare.
- Randy Jo Hobbs : basse.
- Richard Hughes : batterie.

## Titres
| No | Titre                           | Durée |
| -- | ------------------------------- | ----- |
| 1. | Harlem Shuffle                  | 3:55  |
| 2. | Soul Man                        | 3:03  |
| 3. | You've Lost That Lovin' Feelin' | 5:19  |
| 4. | Rock & Roll Medley :            | 6:16  |
|    | - Slippin & Slidin'             |       |
|    | - Jailhouse Rock                |       |
|    | - Tutti Frutti                  |       |
|    | - Sick and Tired                |       |
|    | - I'm Ready                     |       |
|    | - Reelin' and Rockin'           |       |
|    | - Blue Suede Shoes              |       |
|    | - Jenny Take a Ride             |       |
|    | - Good Golly Miss Molly         |       |
| 5. | Let the Good Times Roll         | 3:31  |
| 6. | Mercy, Mercy                    | 4:09  |
| 7. | Baby, Whatcha Want Me to Do     | 11:09 |

## Informations sur le contenu de l'album
- Harlem Shuffle est une reprise du duo Bob & Earl (1963).
- Soul Man a été écrit par Isaac Hayes et David Porter en 1967 pour Sam & Dave.
- You've Lost That Lovin' Feelin' a été écrit par Phil Spector, Barry Mann et Cynthia Weil en 1964 pour les Righteous Brothers.
- Rock & Roll Medley :
  - Slippin' and Slidin' est une reprise de Little Richard de 1956.
  - Jailhouse Rock a été écrit par Jerry Leiber & Mike Stoller pour Elvis Presley en 1957.
  - Tutti Frutti est une reprise de Little Richard de 1955.
  - Sick and Tired est une reprise de Chris Kenner de 1957.
  - I'm Ready est une reprise de Fats Domino de 1959.
  - Reelin' and Rockin' est une reprise de Chuck Berry de 1958.
  - Blue Suede Shoes est une reprise de Carl Perkins de 1956. Elvis Presley a repris cette chanson la même année.
  - Jenny Take a Ride est une reprise de Mitch Ryder and the Detroit Wheels de 1965.
  - Good Golly Miss Molly est une reprise de Little Richard de 1957.
- Let the Good Times Roll est une reprise du duo Shirley & Lee (1956).
- Mercy, Mercy est une reprise de Don Covay & The Goodtimers (1964).
- Baby, Whatcha Want Me to Do est une reprise de Jimmy Reed (1959).